# Entomacrodus niuafoouensis
Espèce
Statut de conservation UICN

 LC  : Préoccupation mineure
Synonymes
- Salarias niuafoouensis, Fowler, 1932

Entomacrodus niuafoouensis, en anglais Tattoo-chin rockskipper, est un poisson de la famille des Blenniidae. Décrit en 1932 par Henry Weed Fowler, il tire son nom de l'île de Niuafo'ou aux Tonga. On le retrouve dans une grande partie de l'océan Pacifique et Indien, de l'île de Pâques jusqu'aux Comores, en passant par les Ryukyu, les îles Kermadec et les îles Mariannes. C'est un poisson d'eau de mer, vivant souvent dans les récifs. Il atteint une taille maximale de 12 centimètres. Il possède des motifs colorés caractéristiques sur son menton, ce qui lui donne son nom en anglais. C'est une espère ovipare.
Le nom entomacrodus provient du grec ento « à l'intérieur », makros « grand » et odous « dents », ce qui veut donc dire « grandes dents intérieures ».